# Ефект моральної ліцензії
Ефектом моральної ліцензії (англ. self-licensing або moral licensing) називають психологічний феномен, коли люди скоюють поганий вчинок, не відчуваючи провини чи каяття, бо напередодні зробили щось хороше. 

## Ефект моральної ліцензії в поведінковій економіці
Канадські вчені провели дослідження під час якого спостерігали за поведінкою двох груп людей. Перша група робила покупки в екомагазині, друга — у звичайному. Виявилося, що перша група, на відміну від другої, брехала та зловживала довірою інших людей.  
Заощадження завдяки новим технологіям може призвести до ще більшого споживання (ефект відскоку). Японське дослідження показало, що водії, які купили екоавтомобіль, протягом року проїхали в 1,6 раза більше, ніж на попередньому звичайному авто. Таким чином, частина можливої економії компенсується більшим споживанням. У домогосподарстві маємо схожу ситуацію: люди використовують енергозберігаючі лампи і думають, що зберігають навколишнє середовище, хоча вимикають їх набагато частіше, ніж звичайні лампи.

## Моральна ліцензія та релігія
Дослідження 2015 року показало, що діти з релігійних сімей більш жадібні та набагато критичніше ставляться до помилок інших людей. Було розглянуто поведінку понад тисячі дітей із Канади, Китаю, Йорданії, Туреччини, США та ПАР у віці від 5 до 12 років. Християнські та мусульманські діти неохоче ділилися наклейками, на відміну від дітей із нерелігійних сімей. Що більш віруючими були батьки, то більш приголомшливим був результат. На запитання, чи потрібно карати людей за незначні помилки або неправильну поведінку, діти з релігійним вихованням відповідали досить серйозно і виступали за суворіші покарання, ніж діти з нерелігійних сімей. Ці результати, звичайно, суперечили міркуванням батьків. Особливо гостро сприйняли цю інформацію батьки-християни, які дуже співпереживали своїм дітям. Причину цього вчені вбачають у моральній ліцензії. Релігійні люди вважають, що їхня віра — це досягнення, і тому несвідомо виправдовують свій егоїзм, який обмежує просоціальну поведінку.  

## Моральна ліцензія та харчові добавки
Університет Сунь Ятсена провів дослідження, учасники якого були поділені на 2 групи. Першій групі сказали, що вони отримують харчові добавки, а другій — плацебо. Виявилося, що люди з першої групи були менш активними та віддавали перевагу нездоровій їжі. Результати дослідження показали, що люди, які вірять у користь харчових добавок, згодом більш схильні до нездорової поведінки. 